# Sakegawa
Sakegawa (jap. 鮭川村 Sakegawa-mura) – wieś w Japonii, na wyspie Honsiu, w prefekturze Yamagata. Według danych na rok 2020 miejscowość zamieszkiwało 3 902 mieszkańców , a gęstość zaludnienia wyniosła 31,9 os./km².